# Ingria (Rosja)
Ingria (fiń. Inkeri, ros. Ингрия albo Ингерманландия, szw. Ingermanland) – kraina historyczna w północno-wschodniej Europie, na południe od Karelii, leżąca nad rzeką Newą, między Zatoką Fińską, rzeką Narwą, jeziorem Pejpus na południowym zachodzie oraz jeziorem Ładoga na północnym wschodzie. Tradycyjna granica z Karelią przebiega wzdłuż rzeki Siestra na północnym zachodzie. Na południowym zachodzie graniczy z historyczną Estonią.

## Ludność

Flaga Iżorian

Ingria nigdy nie stanowiła państwa, ale zamieszkujący ją Iżorowie (czasem używa się nieścisłej nazwy Ingrowie) – posługujący się własnym językiem iżorskim (nazywanym też iżoriańskim, inkerskim albo ingryjskim) spokrewnionym z językiem fińskim - mimo że nieliczni (kilkaset osób), zachowują narodową odrębność, próbując nie ulec rusyfikacji. Fińską ludność napływową tej krainy nazywa się Ingrianami; obie te grupy bywają często ze sobą mylone.

## Historia
W latach 1580–1595 i 1617–1721 posiadłość Szwecji. Stolicą administracyjną Ingrii szwedzkiej było Nyen, leżące na terenie dzisiejszego Petersburga. Ingria dzieliła się na cztery regiony administracyjne, których siedziby mieściły się w Jamburgu, Iwangorodzie, Nöteborgu i Koporje. Po zniszczeniu miasta Nyen przez Rosjan w 1656 przeniesiono stolicę do Narwy w Szwedzkiej Estonii. Ingria była regionem cywilizacyjnie zacofanym i bardzo słabo zaludnionym, w 1664 zamieszkiwanym przez ok. 15 tys. ludzi, w większości Ingrian (w 1695 stanowili 73,8% populacji). Od końca III wojny północnej, zakończonej w 1721 pokojem w Uusikaupunki (Nystad) w granicach Rosji, w większości zachodniej części obecnego obwodu leningradzkiego. W XVIII wieku region został poddany intensywnej rosyjskiej kolonizacji po założeniu tu nowej stolicy Rosji, Petersburga.
Po odłączeniu się od Rosji Sowieckiej od stycznia 1919 do grudnia 1920 na północnych krańcach regionu istniała Republika Ingrii Północnej, utworzona przez Ingrian, których celem było przyłączenie do Finlandii. Republikę włączono ponownie w skład Rosji Sowieckiej po podpisaniu traktatu w Tartu. Mimo prowadzenia polityki korienizacji Iżorom ani Ingrianom nigdy nie przyznano autonomii.

## Miasta

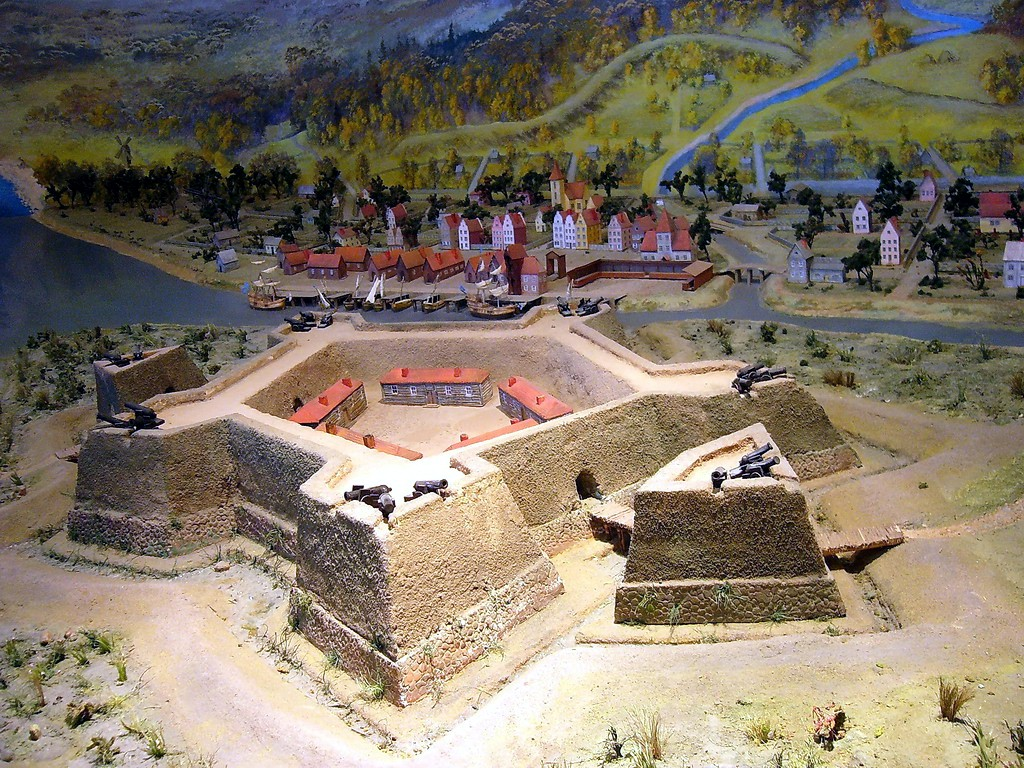
Makieta twierdzy Nienszanc, która leżała na obszarze późniejszego Petersburga

Lista najludniejszych miast na terenie Ingrii współcześnie:
|     | miasto         | populacja (2016) | region administracyjny |
| --- | -------------- | ---------------- | ---------------------- |
| 1.  | Petersburg     | 5 225 690        | Petersburg             |
| 2.  | Kołpino        | 144 288          | Petersburg             |
| 3.  | Puszkin        | 102 729          | Petersburg             |
| 4.  | Gatczyna       | 95 623           | Obwód leningradzki     |
| 5.  | Peterhof       | 78 457           | Petersburg             |
| 6.  | Wsiewołożsk    | 67 911           | Obwód leningradzki     |
| 7.  | Sosnowy Bór    | 67 602           | Obwód leningradzki     |
| 8.  | Krasnoje Sieło | 54 422           | Petersburg             |
| 9.  | Siertołowo     | 51 090           | Obwód leningradzki     |
| 10. | Kingisepp      | 47 705           | Obwód leningradzki     |